# Henk Elsink

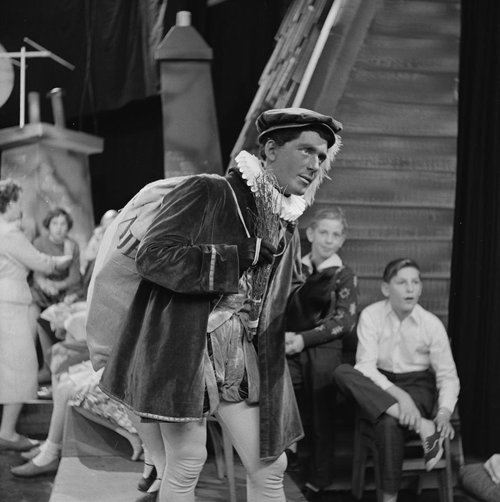
Henk Elsink in het programma Sinterklaas is jarig in 1959

Hendrik Albertus (Henk) Elsink (Enschede, 20 april 1935 – Amersfoort, 24 februari 2017) was een Nederlandse cabaretier, zanger en schrijver.

## Loopbaan

### Cabaretier en zanger
Henk Elsink begon in zijn kinderjaren met het maken van revues. Aanvankelijk volgde hij een opleiding tot lithograaf, maar omdat het artiestenvak aan hem trok, deed hij mee aan een talentenjacht. Toen hij de eerste prijs won bij een regionale talentenjacht merkte komiek Frans Vrolijk hem op en kreeg hij zijn eerste kans. In 1956 trad hij op bij Tom Manders in revuecafé Saint-Germain-des-Prés. Daarna werkte hij mee aan televisieprogramma's als Capriolen, Schertsboek en Ad Ladin en de Wonderlamp. In het begin van de jaren zestig deed hij twee seizoenen mee in het ABC-cabaret van Wim Kan en Corry Vonk.
In 1963 werd hij eigenaar van restaurant De Koopermoolen in Amsterdam, waar hij de bezoekers vermaakte met liedjes en komische monologen. 's Zomers verplaatste hij dit theaterrestaurant naar het Gardameer om de vele Nederlandse toeristen daar te amuseren. Tegelijkertijd startte hij het VARA-radioprogramma Vrij Entree waarin hij vele bekende gasten uit de theater- en televisiewereld ontving, onder wie Wim Sonneveld, Leen Jongewaard, Frans Halsema en Jenny Arean. In 1969 was de honderdste uitzending en stopte het programma. Elsink bleef tot 1974 doorgaan met zijn cabaretrestaurant.
Daarna ging Elsink het theater in met onemanshows. Enkele nummers uit deze shows haalden zelfs de hitparade: Harm met de harp (1969), De supporter (1970), Krimpen-Hong Kong (1970) en Johanna (1973). Ook een aantal conferences uit die tijd zijn tijdloos geworden (De bom, De lift, De supporter). Registraties van deze shows werden na afloop vaak op televisie uitgezonden en bereikten steevast hoge kijkcijfers. Hij maakte negen onemanshows en een show met Liesbeth List onder de titel: Samen anders. Voor zijn shows ontving hij in 1973 een Gouden Harp (uitgereikt door de stichting Conamus). Op Harm met de harp kreeg hij vaak kritiek, omdat het homoseksuelen belachelijk zou stereotyperen en stigmatiseren. 
In het televisieseizoen 1981-1982 zond de KRO vijf shows uit waarin Elsink telkens een gast ontving: Paul van Vliet, Annet Nieuwenhuijzen, Jasperina de Jong, Johnny Kraaijkamp en Cristina Deutekom.

### Thrillers
Tijdens het schrijven en voorbereiden van een nieuw programma in 1988 besloot Elsink abrupt te stoppen met zijn carrière. Hij verhuisde naar Majorca. Na een aantal jaren begon hij met het schrijven van thrillers onder het pseudoniem Elsinck. Zijn eerste boek in 1990 over de vliegtuigramp van Tenerife van 1977 werd goed ontvangen. Zijn boeken werden door critici gewaardeerd om de sterke opbouw en de fijnzinnige dialogen.

## Privé
In 2005 verkocht Elsink zijn huis op Majorca en verhuisde met zijn echtgenote naar Baarn in Nederland. In datzelfde jaar werd een dvd-set uitgebracht met verzameld cabaretwerk en daarbij verloren gewaande, maar teruggevonden, fragmenten.
Hij leed de laatste jaren van zijn leven aan de ziekte van Alzheimer. In 2017 overleed Henk Elsink op 81-jarige leeftijd in een verzorgingshuis in Amersfoort.

## Discografie
- 1957 - Sjansonjee: Ben geboren in april, Blijf altijd braaf en goed / Brave Margot, Porseleinen liefde (7 inch-ep, CID, 75 873)
- 1961 - Daar heb ik nooit eens tijd voor / Hou 'em (7 inchsingle, Imperial, HI 1092)
- 1962 - Henk Elsink zingt Louis Davids (10 inch-lp, Imperial, ILPT 108)
- 1964 - Vous permettez, monsieur / Zo blauw als de zee (7 inchsingle, Imperial, IH 592)
- 1964 - Huwelijksnacht / Stripverhaal (7 inchsingle, Imperial, IH 615)
- 1964 - Piano-an / Wat een lol (7 inchsingle, Imperial, IH 616)
- 1964 - Vrij entree (10 inch-lp, Imperial, ILPT 122)
- 1966 - Paterke Pieter / Kfontrot (7 inchsingle, Imperial, IH 711)
- 1966 - Toerdesjant 1966 (12 inch-lp, Imperial, ILX 5004)
- 1967 - Snor / Maria Magdalena (7 inchsingle, Philips, JF 333 900)
- 1967 - Een avond in de Koopermoolen met Henk Elsink (12 inch-lp, Philips, 844 045 PY)
- 1968 - Vrij entree (12 inch-lp, Philips, XPY 855 086)
- 1968 - Vrij entree (12 inch-lp, Imperial, SALI 8010)
- 1969 - Hier is je kind, Piet / Mevrouw, uw dochter (7 inchsingle, Philips, JF 334 685)
- 1969 - Tot ziens en wel bedankt, meneer / M'n kleine man (7 inchsingle, Philips, JF 336 021)
- 1969 - Vrij entree in de Koopermoolen (12 inch-lp, Philips, GS 093)
- 1969 - Harm met de harp / Het tentje (7 inchsingle, Philips, JF 336 051)
- 1969 - Henk Elsink ontvangt in "Vrij Entree"... (12 inch-lp, Philips, 861 800 LCY)
- 1969 - Harm met de harp (12 inch-lp, Imperial, 5C 048 24155 X)
- 1970 - Nudistenkamp / Enzovoort (7 inchsingle, Philips, JF 336 602)
- 1970 - Supporter / Krimpen-Hongkong (7 inchsingle, Philips, 6012 060)
- 1970 - Een avond te gast bij Henk Elsink (12 inch-lp, Philips, 6423 001)
- 1970 - Henk Elsink presenteert alle hoogtepunten uit Vrij Entree (twee 12 inch-lp's, Philips, 6614 021)
- 1970 - Uit, goede gewoonte / Snor (7 inchsingle, Philips, 6830 008)
- 1971 - De bom (Bakema) / De twijfelaar (7 inchsingle, Philips, 6012 134)
- 1971 - Henk Elsink zingt - Vrij Entree (12 inch-lp, Discofoon, 715 8795)
- 1971 - Cabaret in de Koopermoolen - Een avond met Henk Elsink (12 inch-lp, Philips, 6423 018)
- 1972 - Vrij Entree - Henk Elsink ontvangt (muziekcassette, Philips, 7174 057)
- 1972 - Twents chanson / Christien Heleen (7 inchsingle, Philips, 6012 183)
- 1973 - Johanna / Feodale Polka (7 inchsingle, Philips, 6012 373)
- 1973 - Schertsenderwijze (12 inch-lp, BASF, 18 25181 0)
- 1973 - Aan de Middellandse Zee / De ouders van Jantien (7 inchsingle, BASF, 05 15194 2)
- 1973 - De beste van Henk Elsink (twee 12 inch-lp's, Philips, 6677 001)
- 1973 - Kleinkunstigheden (12 inch-lp, BASF, 18 25310 4)
- 1974 - Gekscherend (12 inch-lp, BASF, 18 25481 6)
- 1974 - Vrij Entree (1974) (twee 12 inch-lp's, Philips, 6678 002)
- 1976 - Henk Elsink ontvangt Wim Sonneveld in de honderdste uitzending van 'Vrij Entree' (12 inch-lp, Philips, 6410 122)
- 1976 - Waar bleef de tijd / Doe wat je wilt (7 inchsingle, EMI, 5C 006 25554)
- 1976 - Totenmetnu (twee 12 inch-lp's, EMI, 5C 154 25602/03)
- 1977 - 40 keer op herhaling: De lift / Johanna (7 inchsingle, EMI, PRH 29)
- 1977 - Cabaret: vandaag gisteren morgen 8 (12 inch-lp, Philips, 9286 794)
- 1977 - Rustig an / Man van veertig (7 inch-single, EMI, 5C 006 25692)
- 1978 - Tandarts Conférence / Kleine Jongedame (7 inchsingle, Bovema Negram, 5C 006 26070)
- 1978 - Henk Elsink's theatershow "Theater en thuis" deel 1: Opgenomen in Carré te Amsterdam (12 inch-lp, Bovema Negram, 5N 058 25965)
- 1978 - Conférences en liedjes van Henk Elsink (12 inch-lp, EMI, 5N 058 25700)
- 1979 - Henk Elsink's theatershow "Theater en thuis": Opgenomen in Carré te Amsterdam (twee 12 inch-lp's, EMI-Bovema Holland, 1A 152 26322/23)
- 1979 - Luister naar... Henk Elsink (12 inch-lp, Bovema Negram, 1A 052 26379)
- 1979 - Je blijft lachen met... Henk Elsink (12 inch-lp, Philips, 6401 115)
- 1981 - Theatershow (12 inch-lp, EMI, 1A 058 26649)
- 1982 - De beste liedjes en conférences van Henk Elsink (twee 12 inch-lp's, EMI, 1A 164 26899/00)
- 1985 - Ronnie Rekkie / Ronnie Rekkie (Vervolg) (7 inchsingle, WEA, 248 911 7)
- 1986 - Als ik aan vader denk / Het leven is niet fair (7 inchsingle, WEA, 248 751 7)
- 1986 - One Man Show (12 inch-lp, WEA, 240 902 1)
- 1989 - Een uur lachen met Henk Elsink (cd, EMI, 792 870 2)